# Folicana acrita
Folicana acrita är en insektsart som beskrevs av Delong och Freytag 1972. Folicana acrita ingår i släktet Folicana och familjen dvärgstritar. Inga underarter finns listade i Catalogue of Life.